# حسین‌آباد (ورامین)
حسین‌آباد (ورامین)، روستایی از توابع بخش جوادآباد شهرستان ورامین در استان تهران ایران است.

## جمعیت
این روستا در دهستان بهنام عرب جنوبی قرار دارد و براساس سرشماری مرکز آمار ایران در سال ۱۳۸۵، جمعیت آن زیر سه خانوار بوده‌است.